# アルジェ協定 (1975年)
アルジェ協定（アルジェきょうてい、アラビア語:اتفاقية الجزائر、ペルシャ語:عهدنامه الجزایر）とは、1975年にアルジェリアが仲介して成立したイランとイラクの国境に関する協定である。アルジェ合意とも言う。

## 経緯
イランとイラクとの間にある国境は、古来からアラブ民族、ペルシア民族そしてトルコ民族の勢力が重複する地域であり、紛争が絶えなかった。
1639年になって初めて、現在のイラクを支配していたオスマン帝国とペルシア（現イラン）との間に、国境画定条約（ズハブ条約）が結ばれた。この時に、バグダッドとバスラはオスマン帝国への帰属となった。ズハブ条約は1746年と1832年にも確認された。
両国の国境のうち、最南部にあたるシャットゥルアラブ川は、ティグリス川とユーフラテス川が合流しペルシア湾に注ぐまでの全長200kmに及ぶ河川である。この川の領有権が問題になり始めたのは、18世紀にこの地域にイギリスの勢力が及ぶようになってからであった。
イギリスは、1736年にバスラに、1795年にバグダッドに、それぞれ東インド会社の拠点を置いた。そして1860年代に入ると、イギリスはティグリス川およびユーフラテス川の航行権を独占するようになった。シャットゥルアラブ川は、ペルシア湾からバスラおよびバグダードへ至る唯一の航路で、オスマン帝国とイラン両国にとっても、そしてイギリスにとっても、どちらの国に属するかは重要だった。
1847年、第二次エルズルム条約によって、「国境線はシャットゥルアラブ川の東岸にする」と決まり、シャットゥルアラブ川はオスマン帝国領になった。
イギリスとロシアが参加した1913年のコンスタンチノープル議定書でも、この国境線は踏襲された。
その後、第一次世界大戦となり、敗北したオスマン帝国は解体されて、イラクはイギリスの統治下に入った。
1932年、イラクはイギリスの統治下から離れ、独立国になった。その後、シャットゥルアラブ川の領有権をめぐってイラクとイランは揉め、1934年に国際連盟の調停により、1937年にテヘラン条約が結ばれた。この条約でも、河口からアーバーダーンまでの8kmは川の真ん中を国境とする以外は、コンスタンチノープル議定書の国境が認められ、イラク領になった。
しかし、この問題は1970年に再燃した。イラクとイランは国交断絶となり、1972年からは武力衝突が頻発するようになった。
1975年になって、アルジェリアのウアリ・ブーメディエン大統領の仲介により、イランのモハンマド・レザー・パフラヴィー国王とイラクのサッダーム・フセイン副大統領が会談し、アルジェ協定が成立した。

## 内容と影響
アルジェ協定の内容は、次の3点である。
1. シャットゥルアラブ川の国境線は、水路の中央線とする。
  - 東岸をもって国境線とする歴史的な国境を変更したことになり、イラク側に不満が残る内容となった。
2. 陸地の山岳地帯の国境線も、再画定する。
  - ただし国境線の再画定は遅々として進まなかった。
3. お互いに破壊工作するのを終わらせるため、国境で監視を実施する。
  - イラン・イラク国境に住むクルド人を、イラン・イラクの双方が反体制組織として利用してきた。クルド人は、イラン・イラク・トルコ・ソ連の４国にまたがる山岳地帯に住む民族だが、国を持てなかったために4国それぞれで反体制勢力になってきた。そしてイランとイラクはお互いに、相手国のクルド人に資金や武器を与えて、反政府活動を行わせてきた。これを相互にやめるという条項である。これによりイランはクルド人へのいっさいの援助を止め、国境の閉鎖も決めた。するとイラク政府は国内のクルド人へ激しい弾圧を加え始めた。1988年には化学兵器を用いてクルド人（一説によると5千人）を虐殺したとされる。

## その後
1980年、イラク大統領のサッダーム・フセインはアルジェ協定を撤廃する宣言を出し、イラン領内に侵入してイラン・イラク戦争を勃発させた。
イラン・イラク戦争は1988年に停戦したが、1990年の湾岸戦争の際、サッダーム政権はクウェート侵攻を前にイランを懐柔するためアルジェ協定の有効性を確認した。